# 임종 (소설)
〈임종〉(臨終)은 1949년 8월 《문예》 창간호에 발표한 염상섭의 단편 소설로, 염상섭의 후기작에 속한다. 당대 소설적 풍토에서는 이례적으로 내면에 대한 치밀하고 정치한 접근과 묘사를 보여주었고, 근대적 사실주의풍의 소설로서 일상성(日常性)의 성취를 이루어내며 한국 문학사의 다소 이례적인 계보에 속한다. 삶과 죽음이라는 거대한 형이상학적 주제를 바탕으로, 임종을 앞둔 병인(病人)과 그 가족들의 모습을 생생하게 서술하며 세밀한 내면 심리 묘사를 일상의 사생관의 차원으로 풀어내었다.
병인과 가족들 모두의 시점을 자유롭게 오가며 각자의 복잡한 속내를 비추면서, 세속적이며 통속적인 욕망에 대한 고찰과 함께 삶과 죽음을 둘러싼 숙연하고 윤리적인 시선을 포착한다. 병인은 자신에게 닥쳐올 죽음을 준비하면서도 한편으로는 자신의 죽음을 기정 사실화하는 가족들을 불신하면서 생을 연장시키려는 본능과 속물적 욕망을 버리지 못하며, 가족들은 죽음을 겸허하게 받아들이지 못하는 병인의 심정을 충분히 헤아리면서도 장례와 죽음 이후를 둘러싼 현실적 계산에 바쁜 모습을 보인다. 〈굴레〉, 〈절곡〉과 함께 노년의 삶, 황혼의 쓸쓸한 내면을 그려내며, 죽음과 장례에 이르는 과정에서의 지극히 세밀하고 민감한 심리의 변화를 통해 작가의 관심이 완연히 죽음과 노년기 인물들의 삶에 밀착해 있음을 보여준다.